# Карузо, Энрико
Энри́ко Кару́зо (итал. Enrico Caruso; 25 февраля 1873, Неаполь, Королевство Италия — 2 августа 1921, там же) — итальянский оперный певец. Самый знаменитый и высокооплачиваемый тенор первой четверти XX века, Карузо начал карьеру как лирический тенор, а закончил — как драматический. С 1903 по 1920 годы выступал главным образом на сцене «Метрополитен-оперы» в Нью-Йорке. Рано осознав возможности граммофонной записи, стал первым исполнителем, чьи пластинки продавались миллионными тиражами.
Первый исполнитель ролей Федерико («Арлезианка» Чилеа, 1897), Лориса («Федора» Джордано, 1898), Мориса («Адриенна Лекуврёр», 1902) и Джонсона («Девушка с Запада» Пуччини, 1910). 

## Биография
Эррико (так его называли на неаполитанский манер) Карузо родился 25 февраля 1873 года в городе Неаполь в бедной многодетной семье. Родители хотели, чтобы их сын стал инженером, но он выбрал карьеру музыканта. В детстве пел в церковном хоре, участвовал за день в нескольких церковных службах, получая за каждую службу по 10 лир. Когда Энрико было 15 лет, умерла его мать, и он стал зарабатывать на жизнь, выступая на церковных праздниках.

Занимался пением с частными преподавателями, среди которых был Гульельмо Верджине. Последний устроил Карузо прослушивание у импресарио Николы Даспуро для участия в спектаклях неаполитанского театра Меркаданте (который в то время контролировал музыкальный магнат Сонцоньо). Даспуро и дирижёр Джованни Дзуккани решили предоставить ему дебют в опере Амбруаза Тома «Миньона», однако репетиции начались столь неудачно, что они отказались от этой идеи, а суеверный Карузо навсегда исключил партию Вильгельма из своего репертуара. 

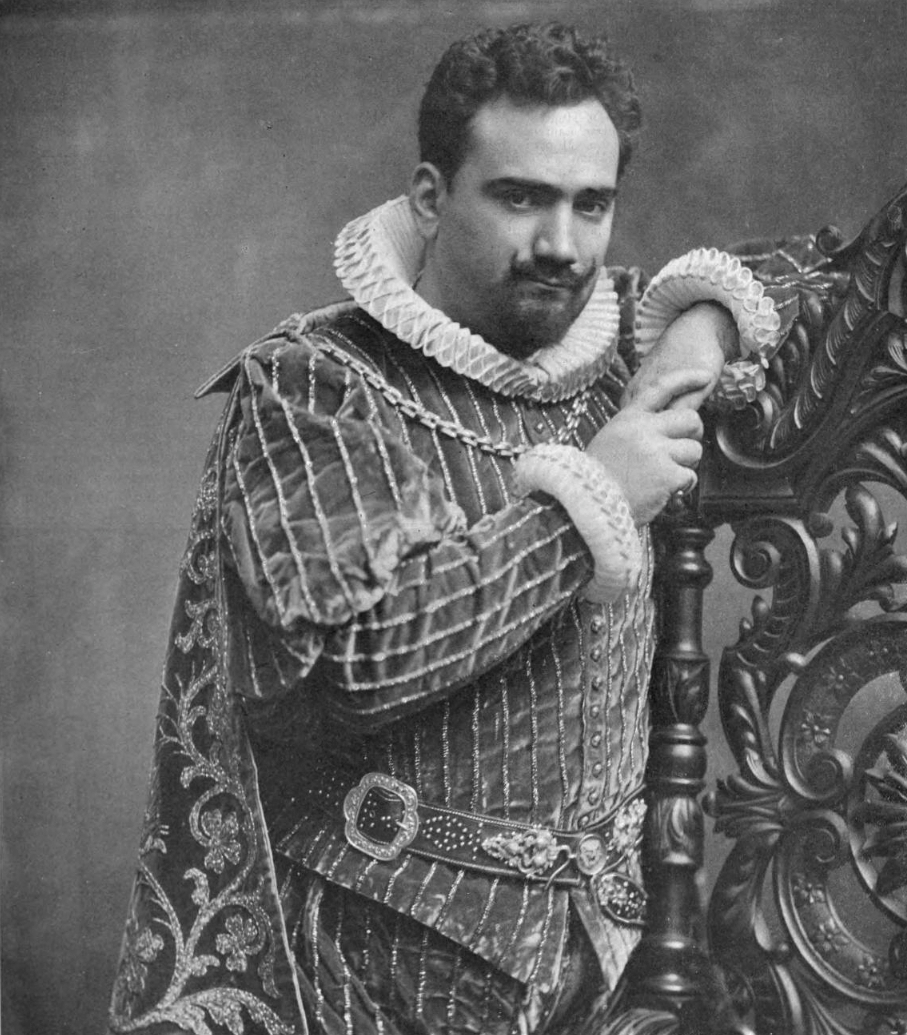
В роли Герцога («Риголетто», 1904)

Вскоре после возвращения из армии исполнил партию Туридду в любительской постановке оперы «Сельская честь».  Еженедельник «Фортунио» 13 октября 1894 года упомянул об участии певца в концерте в театре «Эксельсиор», что стало первым появлением имени Карузо в прессе. Дебютировал на профессиональной сцене в Неаполе 16 ноября 1894 года в Новом театре в опере композитора-любителя Морелли «Друг Франческо» (L’Amico Francesco). 
В разгар сезона в Салерно был приглашён в театр «Ла Скала» участвовать в опере А. Франкетти «Сеньор ди Пурсиньяк», однако этому дебюту (как мешающему выполнению контракта) воспротивился импресарио Вискьяни. Выступал с труппой импресарио Адольфо Бракале в Хедивской опере, получая уже 600 лир в месяц. 
Известность пришла к Карузо в 1897 году, когда (по рекомендации Даспуро) он исполнил в Палермо партию Энцо в опере Понкьелли «Джоконда». В том же году, чтобы доказать свою способность воплотить роль Рудольфа в «Богеме» Пуччини, он исполнил под аккомпанемент композитора арию Che gelida manina; по легенде, Пуччини повернулся на своём стуле у рояля и спросил: «Кто послал вас мне? Бог?» Выступая в «Богеме», Карузо влюбился в исполнительницу роли Мими, Аду Джакетти (1874—1946); в следующем году родился старший из их двух сыновей, однако брак не был оформлен из-за отказа мужа Ады дать ей развод.
Даспуро продолжал опекать многообещающего певца, предложив ему контракт с Лирическим театром Милана, где ему сопутствовал шумный успех. Зимой 1899—1900 годов Карузо появлялся в «Травиате» на сцене Мариинского и Большого театров, а также выступил перед царём, который подарил ему алмазные запонки. «У него чистейший лирический тенор с красивыми высокими звуками, которыми артист щегольнул с особым блеском в финале. Помимо художественного пения, г. Карусо даёт осмысленную и прочувствованную драматическую игру», — писала одна из петербургских газет. В 1900 году Карузо впервые выступил на сцене миланского театра Ла Скала (Неморино в «Любовном напитке»); в 1902 году дебютировал в лондонском театре Ковент-Гарден (Герцог в «Риголетто»). 

### Карузо в Америке
Зенит славы певца связан с нью-йоркским театром Метрополитен-опера, ведущим солистом которого он был начиная с 1903 года. Перед заполненным до отказа залом этого театра он выступал 863 раз, получая за каждое выступление сначала $1000 (сумма, не мыслимая по европейским стандартам того времени), а к 1910 году — уже $2500. Контракт с американским театром сделал Карузо миллионером. На американские заработки он в 1904 году приобрёл виллу Джизелла во Флоренции, а два года спустя — загородную усадьбу Беллосгвардо (конец XVI века, архитектор Дозио) в тосканском местечке Ластра-а-Синья. Впрочем, жизнь во дворце была далека от идиллии: в 1908 году Ада оставила детей на попечение Карузо и сбежала в Аргентину с их шофёром, а потом судилась с тенором из-за якобы удерживаемых им компрометирующих писем. 

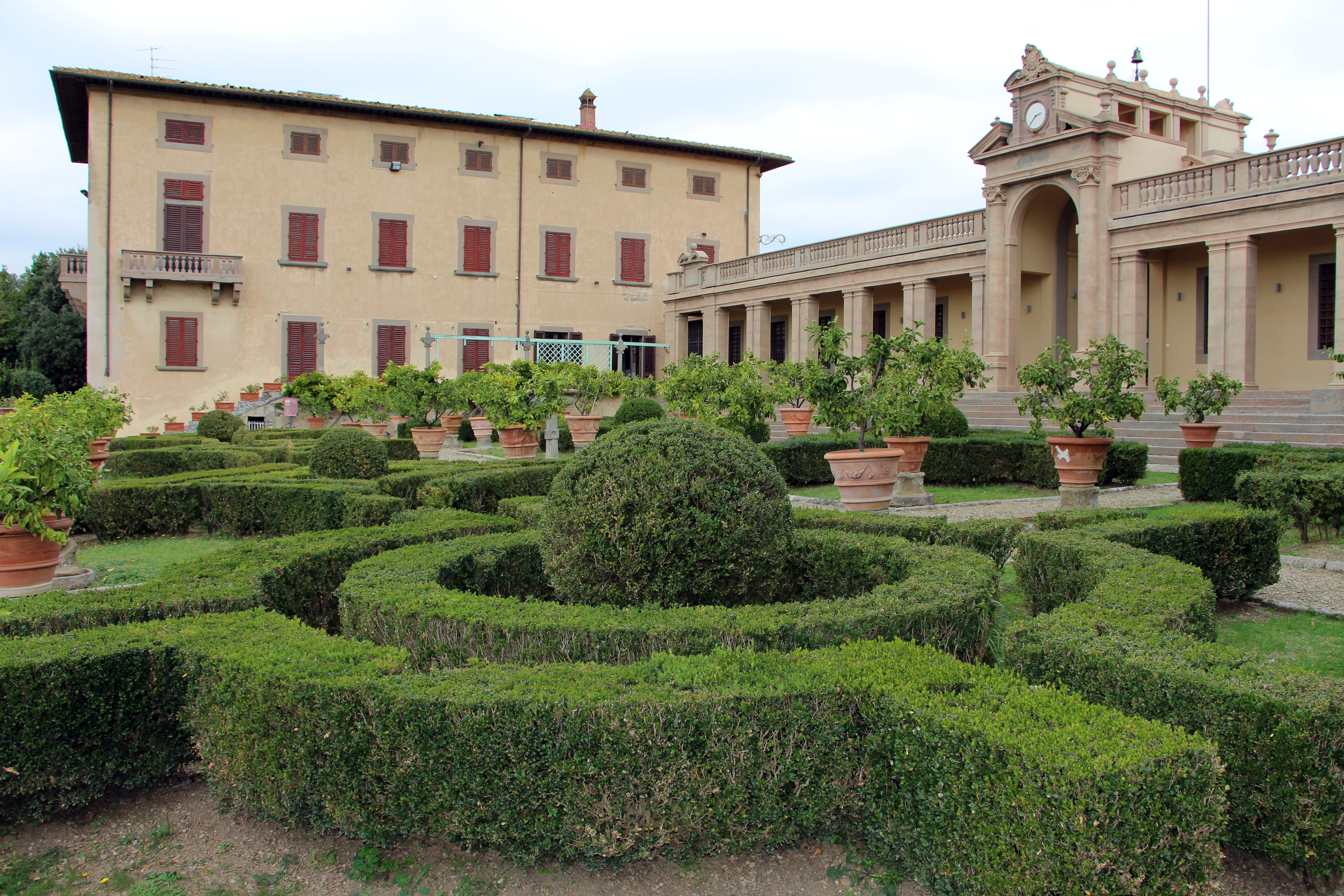
Вилла Карузо (Беллосгвардо)

Наиболее популярен Карузо был у себя на родине в Италии и в США, однако представление о том, что в начале XX века его слава была поистине всемирной, возникло посмертно. На самом деле в Испании более известен был тенор Джузеппе Ансельми, в Латинской Америке гремела слава баритона Титты Руффо, а в дореволюционной России наибольшей славой пользовался баритон Баттистини. Слава Карузо привлекла к нему внимание мафиозной организации «Чёрная рука», которая небезуспешно пыталась вымогать у него деньги. 
Через считанные дни после падения на него декорации во время представления «Самсона и Далилы» (03.12.1920) у Карузо открылось кровохаркание, и в последующие месяцы проблемы со здоровьем вынудили его взять отпуск и отплыть в Италию. Он умер утром 2 августа 1921 года в Неаполе в возрасте 48 лет от гнойного плеврита. Тело было забальзамировано и на протяжении шести лет выставлялось для всеобщего обозрения (в разных костюмах) в стеклянном саркофаге. По настоянию супруги эта демонстрация в 1927 году прекратилась, и тело было похоронено на кладбище Подджореале. После его смерти в его честь была изготовлена гигантская восковая свеча на средства ($ 3700) благодарных ему людей. Эта свеча должна была зажигаться раз в год. Установлена она была в Америке в церкви Св. Помпея. По расчётам, при этом условии свечи должно было хватить на 18 веков.
Будучи не в состоянии подобрать замену Карузо, директор «Метрополитен-оперы» Гатти-Казацца вынужден был распределить его репертуар между тремя тенорами (Джильи, Лаури-Вольпи, Мартинелли).

## Голос и репертуар
Карузо первым поколебал жёсткое разделение теноров на лирических и драматических. Он с равным успехом исполнял любой теноровый репертуар — партии как лирического, так и драматического плана. В его оперном репертуаре (в основном итальянском) преобладали произведения Верди и композиторов-веристов. Его излюбленными партиями были Радамес в «Аиде» и Манрико в «Трубадуре»; также неразрывно связана с его именем партия Канио в «Паяцах». Помимо итальянских ролей, он исполнял несколько ролей на французском языке, в в начале карьеры пел (по-итальянски) в двух немецких операх — «Лоэнгрине» Вагнера и «Царице Савской» Гольдмарка.
Универсальность Карузо была основана на голосе неповторимого тембра, в котором естественное баритональное, бархатистое звучание нижнего и среднего регистров сочеталось с блестящими теноровыми верхами. Судя по записям, с возрастом его верхний регистр стал блёкнуть, а высокие ноты «до» стали ему даваться всё сложнее (что вообще характерно для теноров с мощным, драматическим голосом). Признавая эволюцию своего вокального диапазона, Карузо в последние годы делал акцент на насыщенности среднего и нижнего регистров, которые стали глубже и приобрели ещё больше теплоты, чем в молодости. Его поздние записи демонстрируют более «зернистый» и «тёмный», почти баритональный тембр по сравнению с ярким звучанием ранних записей. 
Карузо едва ли не первым среди оперных певцов зафиксировал основную часть своего репертуара на граммофонных пластинках (известно более 200 записей). Записи, выполненные им в 1902 году в Милане для первой компании звукозаписи Victor, проложили дорогу для других певцов. Среди них была ария Vesti la giubba из оперы «Паяцы», ставшая его визитной карточкой и многократно им перезаписывавшаяся; это была первая пластинка с миллионным тиражом. Всего пластинки лейбла Victor принесли Карузо почти $ 2 млн. дохода.
При опоре на традиции бельканто, Карузо (вслед за Шаляпиным) привнёс в оперу неслыханный прежде драматизм. На сцене он редко стоял на месте (в отличие от большинства оперных певцов предыдущей эпохи), что импонировало публике и привлекало её внимание. Отчаянье и всхлипывания, которые слышны в его записях Vesti la giubba, отвечали модной эстетике веризма, а успех этих записей породил спрос на «всхлипывающую» манеру исполнения (итал. singhiozzo). 
В концертном репертуаре Карузо основное место занимали неаполитанские песни. Всего на разных концертах он исполнил не менее пятисот разных песен, которые варьировались от шедевров классической музыки до популярных англоязычных мелодий того времени (Over There Джорджа М. Коэна, For You Alone Генри Гила, The Lost Chord Артура Салливана). 

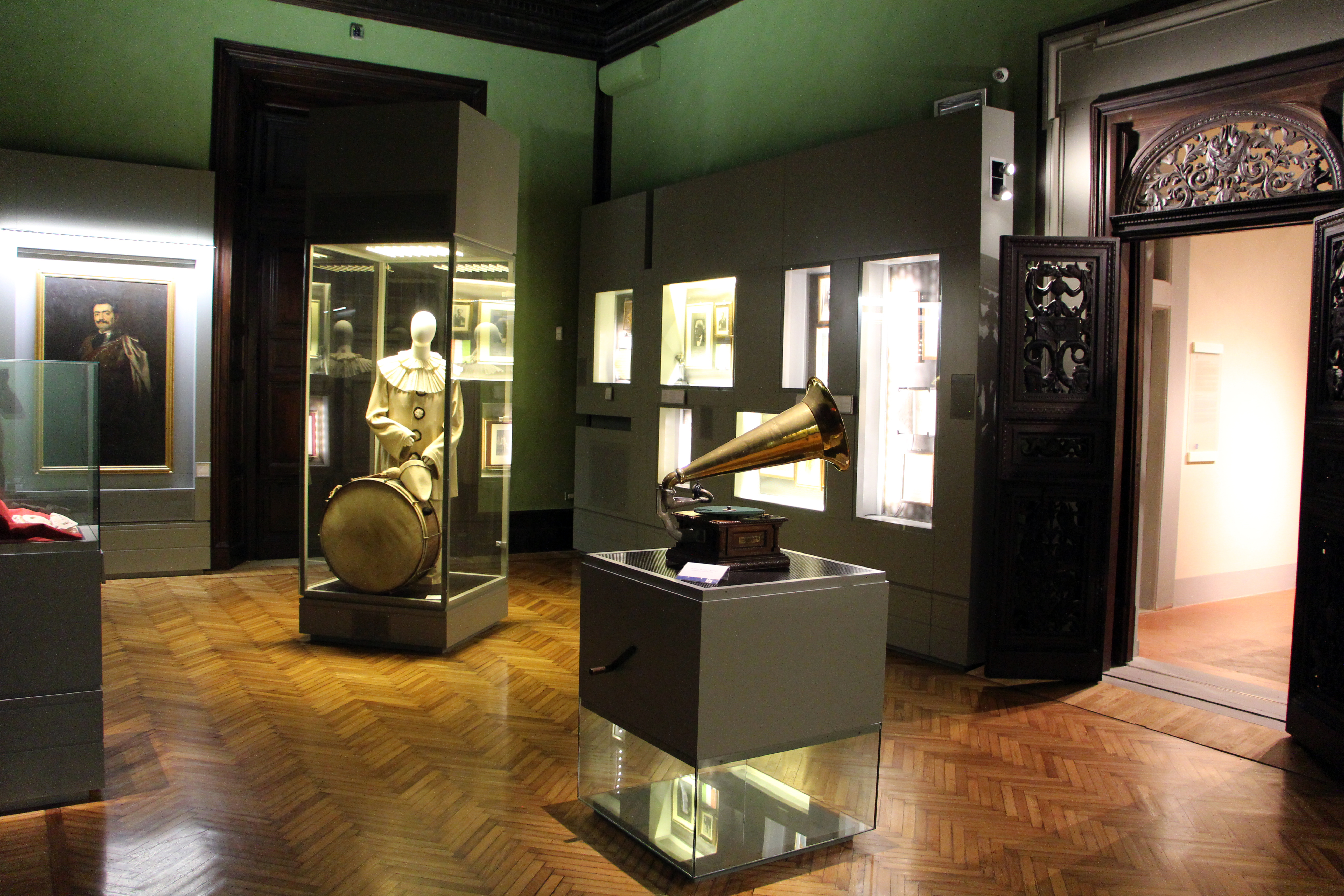
В доме-музее Карузо

|                                                                               | - Помощь по воспроизведению |
| "Sì, pel ciel marmoreo giuro!"                                                |                             |
|                                                                               |                             |
| Запись 1914 года. Титта Руффо и Энрико Карузо в опере Джузеппе Верди "Отелло" |                             |

## Память
В честь Карузо названы астероид № 37573, кратер на планете Меркурий и южноамериканский соус, изобретённый в Уругвае.
О жизни Карузо снято несколько теле- и кинофильмов. Наиболее известен кинофильм «Великий Карузо» (1951) с тенором Марио Ланца в главной роли. Фильм был вдохновлён воспоминаниями вдовы Карузо, урождённой Дороти Бенджамин (1893—1955), роль которой исполнила актриса и певица Энн Блит. Всемирной известностью пользуется песня «Памяти Карузо», написанная в 1985 году в Сорренто — в той самой гостинице, где Карузо остановился перед тем, как состояние его здоровья стало критическим.
Первый музей Карузо открылся 25 февраля 2012 года на вилле Беллосгвардо (переименованной в виллу Карузо); здесь представлены семейные реликвии и личные вещи тенора. В 2023 году сообщалось об открытии музея Карузо в Неаполе. В 2012 году Карузо был введён в Зал славы журнала Gramophone.